# Juan Pablo Varillas
Juan Pablo Varillas (* 6. října 1995 Lima) je peruánský profesionální tenista. Ve své dosavadní kariéře na okruhu ATP Tour nevyhrál žádný turnaj. Na challengerech ATP a okruhu ITF získal jedenáct titulů ve dvouhře a čtyři ve čtyřhře.
Na žebříčku ATP byl ve dvouhře nejvýše klasifikován v červnu 2023 na 60. místě a ve čtyřhře v květnu 2021 na 289. místě. Trénuje ho Diego Junqueira.
V peruánském daviscupovém týmu debutoval v roce 2015 santiagským úvodním kolem 2. skupiny americké zóny proti Chile, v němž prohrál s Jarrym, Podlipnikem Castillem i čtyřhru. Peruánci odešli poraženi 0:5 na zápasy. Do června 2023 v soutěži nastoupil ke třináctí mezistátním utkáním s bilancí 11–8 ve dvouhře a 2–4 ve čtyřhře.
Peru reprezentoval na odložených Letních olympijských hrách 2020 v Tokiu, kde v úvodním kole mužské dvouhry podlehl osmému nasazenému Argentinci a světové třináctce Diegu Schwartzmanovi. Z Jihoamerických her 2018 v Cochabambě si odvezl stříbro z mužské čtyřhry a bronz z dvouhry. Na Panamerických hrách 2019 v Limě pak vybojoval bronz v deblové soutěži se Sergiem Galdósem.

## Tenisová kariéra
V hlavní soutěži okruhu ATP Tour debutoval únorovým Chile Open 2020, kde si účast zajistil až jako šťastný poražený z kvalifikace. Na úvod dvouhry přehrál Slováka Filipa Horanského než jej vyřadil čtyřicátý pátý hráč žebříčku Albert Ramos-Viñolas. Do prvního čtvrtfinále postoupil o rok později na Chile Open 2021 po zvládnutí tří kvalifikačních zápasů. V singlu pak zdolal stého muže klasifikace Joãa Sousu a o patnáct míst výše postaveného Federica Coriu. Mezi poslední osmičkou mu stopku vystavil pozdější chilský vítěz Cristian Garín, když proměnil pouze dva z osmi brejkbolů.

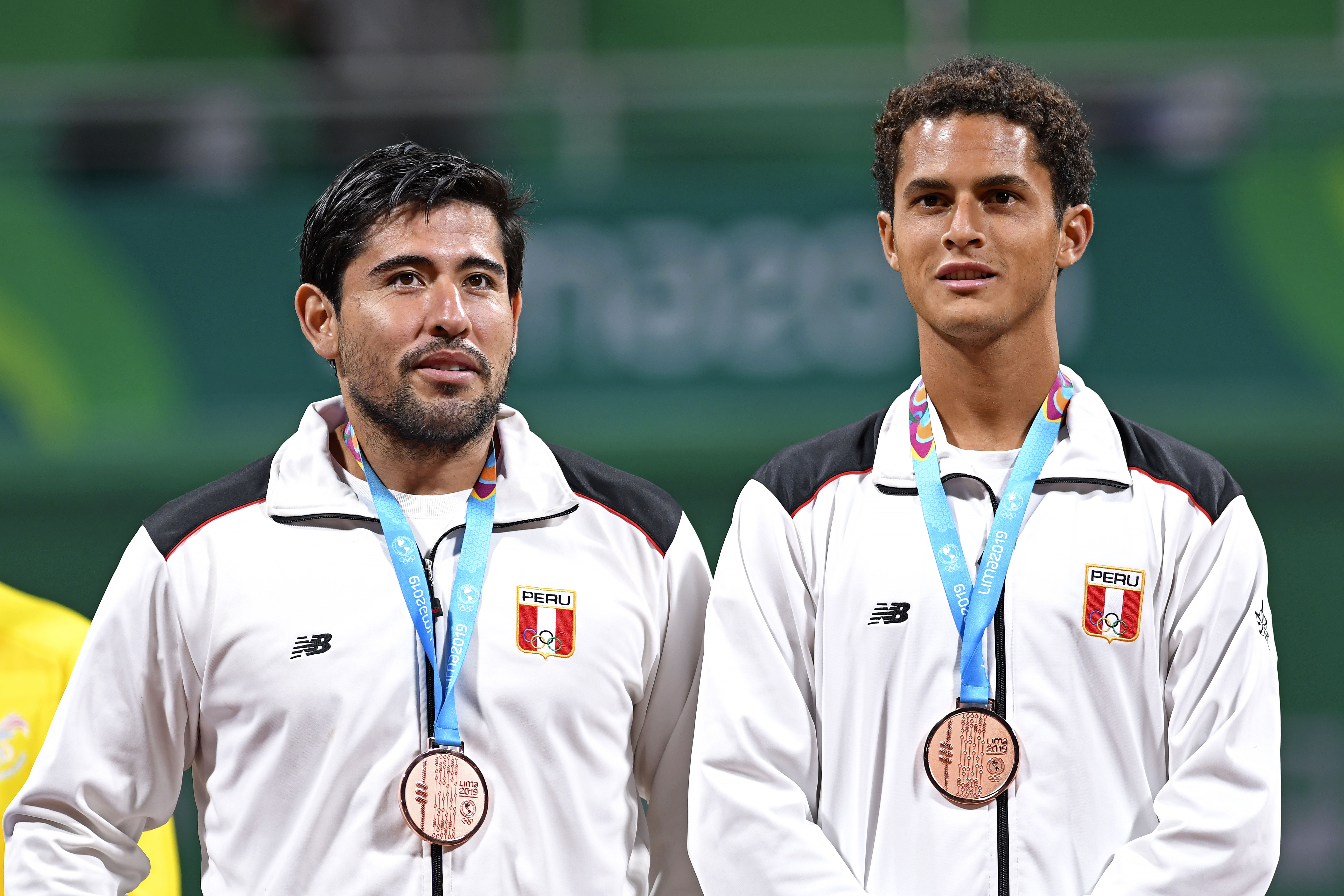
Sergio Galdós a Juan Pablo Varillas s bronzovými medailemi ze čtyřhry Panamerických her 2019 v Limě

Hlavní soutěž grandslamu si poprvé zahrál v singlu French Open 2022 po zvládnuté tříkolové kvalifikaci, v jejímž závěru porazil Chilana Nicoláse Jarryho až v supertiebreaku rozhodující sady. Na úvod pařížské dvouhry však prohospodařil vedení 2–0 na sety proti světové devítce Félixi Augeru-Aliassimemu a  z Chatrierova centrkurtu odešel poražen. Premiérové výhry nad členem světové padesátky dosáhl na antukovém Swiss Open Gstaad 2022, na němž prošel kvalifikačním sítem. Po výhře nad Lorenzem Sonegem zdolal devatenáctého hráče žebříčku Roberta Bautistu Aguta po zvládnutých koncovkách obou setů. Do semifinále jej nepustil Rakušan Dominic Thiem. Průnik mezi sto nejlepších tenistů zaznamenal 1. srpna 2022, když mu na žebříčku ATP patřila 97. příčka. Stal se tak pátým Peruáncem v elitní stovce po Hornovi, Yzagovi, di Laurovi a Arrayovi.
Na cestě do prvního kariérního semifinále na Argentina Open 2023 v buenosaireském tenisovém klubu vyhrál pět utkání a deset setů v řadě, když musel projít kvalifikační soutěží. Ve dvouhře pak oplatil dřívější porážky Joãu Sousovi a Thimeovi. Zvládl také duel se světovou dvacítkou Lorenzem Musettim, než v semifinále nestačil na dvanáctého muže pořadí Camerona Norrieho.
Do série Masters premiérově zasáhl na Miami Open 2023, kde jej vyřadil Němec Yannick Hanfmann z druhé světové stovky. Na turnajích téže kategorie následovaly v roce 2023 časné porážky na Monte-Carlo Rolex Masters, Mutua Madrid Open a Internazionali BNL d'Italia. Zlepšení formy přišlo na French Open 2023,  na kterém z pozice 94. hráče klasifikace vyhrál první grandslamové zápasy. Jako první Peruánec od Jaimeho Yzagy z roku 1994 postoupil na Roland Garros do osmifinále, když svedl tři vítězné pětisetové bitvy. V obou úvodních duelech otočil ztrátu 0–2 na sety, nejdříve s čínským kvalifikantem Ťünem-čcheng Šangem a poté se světovou čtyřiadvacítkou Robertem Bautistou Agutem. Ani ve třetí fázi jej nezastavil čtrnáctý hráč světa Hubert Hurkacz, čímž premiérově zdolal člena Top 15. Ve čtvrtém kole jej vyřadila srbská světová trojka Novak Djoković. Bodový zisk Peruánci zajistil posun na nové žebříčkové maximum, na 61. místo.

## Tituly na challengerech ATP a okruhu ITF
| Legenda                |
| ---------------------- |
| Challengery (6 D; 0 Č) |
| ITF (5 D; 4 Č)         |

### Dvouhra (11 titulů)
| Č. | datum         | turnaj                                | povrch | poražený finalista  | výsledek           |
| -- | ------------- | ------------------------------------- | ------ | ------------------- | ------------------ |
| 1. | březen 2018   | Antalya, Turecko                      | antuka | Dennis Novak        | 6–4, 6–4           |
| 2. | červenec 2018 | Arlon, Belgie                         | antuka | Zizou Bergs         | 7–6(8–6), 4–6, 6–1 |
| 3. | březen 2019   | Cancún, Mexiko                        | tvrdý  | Naoki Nakagawa      | 3–6, 6–3, 6–4      |
| 4. | květen 2019   | Pensacola, Spojené státy              | antuka | Harrison Adams      | 6–2, 6–4           |
| 5. | září 2019     | Terst, Itálie                         | antuka | Alexander Erler     | 6–7(6–8), 6–1, 6–4 |
| 1. | říjen 2019    | Campinas, Brazílie                    | antuka | Juan Pablo Ficovich | 2–6, 7–6(7–4), 6–2 |
| 2. | říjen 2019    | Santo Domingo, Dominikánská republika | antuka | Federico Coria      | 6–3, 2–6, 6–2      |
| 3. | květen 2021   | Biella, Itálie                        | antuka | Guido Andreozzi     | 6–3, 6–1           |
| 4. | říjen 2021    | Santiago, Chile                       | antuka | Sebastián Báez      | 6–4, 7–5           |
| 5. | listopad 2022 | São Leopoldo, Brazílie                | antuka | Facundo Bagnis      | 7–6(7–5), 4–6, 6–4 |
| 6. | březen 2024   | Vitacura, Chile                       | antuka | Facundo Bagnis      | 6–3, 6–2           |

### Čtyřhra (4 tituly)
| Č. | datum       | turnaj            | povrch | spoluhráč        | poražení finalisté                 | výsledek           |
| -- | ----------- | ----------------- | ------ | ---------------- | ---------------------------------- | ------------------ |
| 1. | srpen 2014  | Arequipa, Peru    | antuka | Jorge Panta      | Rjúsei Makiguči Devin McCarthy     | 6–3, 3–6, [10–6]   |
| 2. | duben 2017  | Antalya, Turecko  | antuka | Martin Cuevas    | Joel Cannell James Frawley         | 6–2, 6–4           |
| 3. | květen 2019 | Bacău, Rumunsko   | antuka | Alejandro Tabilo | Alexander Merino Manuel Peña López | 7–6(7–5), 7–6(7–4) |
| 4. | červen 2019 | Huelva, Španělsko | antuka | Sergio Galdos    | Mateusz Kowalczyk Maciej Smola     | 6–2, 6–4           |